# Shoot Your Shot
A Shoot Your Shot című dal az amerikai Divine 1982-ben, és 1983-ban megjelent kislemeze a The Story So Far című albumról. A dal Hollandiában a 3. helyig jutott, és elérte az arany státuszt, ami a 100.000-es példányszámnak köszönhető.
A dal 1998-ban megjelent maxi CD lemezen is, valamint több újrakiadást is megért.

## Megjelenések
12"  "O" Records 722 (1982)
- A - Shoot Your Shot (Dance Mix) - 6:31
- B - Jungle Jezebel (Dance Mix) - 4:47

7"  Metronome 0030.615 (1982)
- A - Shoot Your Shot - 3:36
- B - Shoot Your Shot (Instrumental Version) - 4:10

CD Maxi  Rams Horn Records RHR 03-4307-8 (1998)
- 1 - Shoot Your Shot (Radio Version) - 4:08
- 2 - Shoot Your Shot (Special Extended Version) - 6:24
- 3 - Shoot Your Shot (12-Inch Version) - 8:06

## Slágerlisták
| Slágerlista (1983)        | Legmagasabb helyezés |
| ------------------------- | -------------------- |
| Austrian Singles Chart    | 9                    |
| Dutch Top 40              | 3                    |
| German Singles Chart      | 15                   |
| Swiss Singles Chart       | 8                    |
| U.S. Hot Dance Club Songs | 39                   |